# Romeinse burgeroorlog (461)
De Romeinse burgeroorlog van 461 was een intern conflict binnen het West-Romeinse Rijk ontstaan uit een machtsgreep van de invloedrijke generaal Ricimer. Als gevolg hiervan werd keizer Majorianus afgezet. Omdat Ricimer van Germaanse afkomst was, kwam hij niet in aanmerking voor het keizerschap. In plaats daarvan gebruikte hij zijn positie om een nieuwe, voor hem gunstige keizer te benoemen. Dit leidde tot openlijke opstand door meerdere generaals. 

## Achtergrond
In 456 werd keizer Avitus door Ricimer en Majorianus afgezet, waarna Ricimer het opperbevel over het leger verkreeg en  Majorianus het keizerlijk purper aannam. Hun samenwerking verslechterde echter na verloop van tijd, vooral toen Majorianus een steeds zelfstandiger koers begon te varen.
Ricimer vreesde dat Majorianus zijn macht zou ondermijnen door het centrale gezag te versterken en een netwerk van trouwe officieren op te bouwen, onder wie Aegidius en Nepotianus. Die angst werd versterkt toen Majorianus aanvankelijk succes boekte. De mislukking van zijn Afrikaanse veldtocht tegen de Vandalen in 460 gaf Ricimer echter de kans om toe te slaan. Hij liet Majorianus gevangennemen en kort daarop executeren (augustus 461). Vervolgens benoemde hij Libius Severus tot keizer, maar deze werd noch door het Oost-Romeinse hof, noch door een aantal hoge West-Romeinse generaals erkend.

## Het uitbreken van het conflict
Ricimers positie kwam onder druk te staan toen verschillende generaals zich openlijk tegen het nieuwe regime keerden. Deze mannen waren trouwe aanhangers van Majorianus en weigerden Libius Severus te erkennen. Toch wist Ricimer zijn tegenstanders onder controle te houden door hen afzonderlijk te bestrijden en hun onderlinge samenwerking te verhinderen.
Als zoon van een Suevische vader en Gotische moeder had Ricimer goede banden met Germaanse foederati zoals de Bourgondiërs en Goten. Hij maakte handig gebruik van hun militaire steun om zijn binnenlandse vijanden het hoofd te bieden.

### De Generaals
Een drietal generaals speelden een belangrijke rol in de opstand tegen Ricimer:
- Aegidius, magister militum per Gallas, bevelhebber van het keizerlijke leger in Gallië Hij beschikte over een aanzienlijk  leger dat in de regio rond Parijs gelegerd was [3].
- Marcellinus, magister militum in Dalmatië, bevond zich tijdens Ricimers machtsgreep op Sicilië, waar hij tegen de Vandalen opereerde.[4]
- Nepotianus, comes et magister utriusque militiae, leidde een gemengd Romeins-Gotisch leger in Hispania[5]. Hij was via zijn huwelijk verbonden met Marcellinus.

### Verloop van het conflict
In Italië bleef Ricimer de feitelijke machthebber, al was zijn keizer, Libius Severus, zwak en werd niet algemeen erkend. Het grootste gevaar kwam van Aegidius, die over een van de sterkste legers van het West-Romeinse rijk beschikte. Majorianus had het leeuwendeel van zijn troepen bij hem in Gallië achtergelaten. Dit
leger was naast het Italiaanse de meest te duchten krijgsmacht van het West-Romeinse rijk. Aegidius probeerde vanuit het noorden naar Italië af te zakken. Zijn vooruitgang werd echter belemmerd door de Bourgondische rex Gundioc, die zich aan de zijde van het nieuwe regiem in Ravenna schaarde. Daarnaast droeg Agrippinus, een volgeling van Ricimer de strategische stad Narbonne over aan de Aquitaanse Goten, die in ruil daarvoor tegen Aegidius ten strijde trokken. In 463 wist Aegdius hen bij Orleans te verslaan. Hij behield zijn zelfstandige macht in Noord-Gallië tot zijn dood in 464. Ricimer had hiervoor enorme concessies moeten doen, waaronder het afstaan van grondgebied en het benoemen van foederati op hoge posten. Gundioc werd tot magister militum par Gallas benoemd.
Het minste gevaar kwam van Nepotianus die na de mislukste aanval van Majorianus op de Vandalen nog in Hispania verbleef. Op bevel van de Gotische rex Theodorik II, die handelde in opdracht van Ricimer, trokken diens Gotische troepen zich terug naar Gallië. Hierdoor raakte Nepotianus geisoleerd en werd hij vervangen door Arborius. Na deze gebeurtenissen verliet hij Hispania en verdwijnt hierna uit de bronnen, wat mogelijk wijst op zijn dood of uitschakeling tijdens of kort na de burgeroorlog. 
Marcellinus was de laatste sterke tegenstaander. Na een poging van Ricimer om zijn soldaten om te kopen werd hij gedwongen Sicilië te verlaten. Hij keerde terug naar Dalmatia en bleef zich onafhankelijk opstellen. Hij bouwde een vloot en bedreigde hiermee de kusten van Italië. Na verloop van tijd voegde hij zich onder het gezag van de Oost-Romeinse keizer en beeindigde rond 465 zijn vijandelijkheden tegen Ricimer.

## Nasleep en afloop
De burgeroorlog eindigde niet met een beslissende overwinning voor een van de partijen, maar markeerde een verdere desintegratie van het West-Romeinse gezag. Hoewel Ricimer zijn machtspositie in Italië wist te behouden, was zijn invloed daarbuiten beperkt.
Na de dood van Aegidius in 464 verdween de belangrijkste dreiging uit Gallië. Marcellinus werd in 468 tijdens een expeditie tegen de Vandalen vermoord – mogelijk in opdracht van Ricimer. Desondanks herwon het centrale gezag geen controle over de afvallige gebieden. De foederati behielden de vrijheden die zij tijdens het conflict hadden verkregen.
De opstandige generaals – Aegidius, Marcellinus en Nepotianus – symboliseren het opkomende regionale militarisme, dat de laatste fundamenten van het centrale gezag ondermijnde. Dit proces droeg rechtstreeks bij aan de uiteindelijke ondergang van het West-Romeinse Rijk in 476.